# Reichenschwand
Reichenschwand est une commune de Bavière (Allemagne), située dans l'arrondissement du Pays-de-Nuremberg, dans le district de Moyenne-Franconie.